# Hunting Season
Hunting Season (tj. Lovecká sezóna) je americký komediální internetový seriál z let 2012–2015 o bloggerovi z New Yorku. Seriál byl inspirován skutečným blogem z let 2005–2008 The Great Cock Hunt, jehož texty byly publikovány ve stejnojmenném románu z roku 2008. 

## Charakteristika děje
Alex je dvacetiletý gay, který bydlí na Manhattanu, a je úspěšný blogger ve vydavatelství Gawker. Mimo to si založí anonymní osobní blog, ve kterém začne glosovat svůj osobní život a život svých přátel.

## Postavy a obsazení
| Ben Baur            | Alex      |
| Marc Sinoway        | Tommy     |
| Jake Manabat        | TJ        |
| Tyler French        | Reese     |
| Brit-Charde Sellers | Shania    |
| Pressly Coker       | Sales     |
| Joshua Warr         | Harris    |
| Walker Hare         | Lenny     |
| Jack Ferver         | Nick      |
| Kate Geller         | Lizzie    |
| Quinn Jackson       | Jamie     |
| Yuval Boim          | Will      |
| Ken Barnett         | Josh King |
| Hunter Hoffman      | Reagan    |
| Nic Cory            | Aron      |
| David Garelik       | Nico      |
| Ryan Barry          | Luke      |

## Ocenění
- Indie Soap Awards 2012 a 2016
- LA Webfest Awards 2012